# Joško Jeličić
Joško Jeličić (Salona, 5 gennaio 1971) è un ex calciatore croato, di ruolo centrocampista.

## Carriera

### Club
Ha esordito tra i professionisti nel 1987 con la maglia dell'Hajduk Spalato, con cui si è messo in evidenza segnando 38 goal in 158 partite.
Nel 1993 si è trasferito alla Dinamo Zagabria.
Viste le sue ottime prestazioni in patria nel gennaio del 1996 si trasferisce in Spagna al Siviglia. Arrivato come giocatore dal gran potenziale, ha deluso le aspettative giocando appena 23 partite (con 2 goal segnati) in un anno e mezzo con il club andaluso che nell'estate del '97 lo rispedisce alla Dinamo Zagabria.
La sua seconda militanza nel club della capitale croata è durata 5 anni, al termine dei quali si è trasferito in Corea del Sud ai Pohang Steelers. Nel club sudcoreano milita per pochi mesi visto che il 1º gennaio 2003 torna nuovamente in patria, questa volta nelle file dell'NK Zagabria, in cui ha militato per 6 mesi, senza mai giocare, per poi ritirarsi nell'estate 2003.

### Nazionale
In carriera ha giocato una sola partita con la Nazionale croata, scendendo in campo il 5 luglio 1992 in occasione dell'amichevole persa per 1-0 contro l'Australia, partendo titolare e prendendo un cartellino rosso diretto al 65º minuto. È stato il primo giocatore della storia della sua nazionale a prendere un cartellino rosso.

## Dopo il ritiro
Divenuto opinionista per la rete televisiva croata MAXsport, il 16 marzo 2025 è protagonista di un acceso alterco con Gennaro Gattuso, allenatore dell'Hajduk Spalato. Durante le usuali interviste post-partita, il tecnico italiano si rifiuta di stringergli la mano, accusandolo di parlare troppo e male nonché di essere poco rispettoso del lavoro delle persone. Gattuso annuncia inoltre di non essere più disposto a rilasciare interviste in presenza di Jeličić.

## Statistiche

### Cronologia presenze e reti in nazionale
| Cronologia completa delle presenze e delle reti in nazionale ― Croazia | Cronologia completa delle presenze e delle reti in nazionale ― Croazia | Cronologia completa delle presenze e delle reti in nazionale ― Croazia | Cronologia completa delle presenze e delle reti in nazionale ― Croazia | Cronologia completa delle presenze e delle reti in nazionale ― Croazia | Cronologia completa delle presenze e delle reti in nazionale ― Croazia | Cronologia completa delle presenze e delle reti in nazionale ― Croazia | Cronologia completa delle presenze e delle reti in nazionale ― Croazia |
| Data                                                                   | Città                                                                  | In casa                                                                | Risultato                                                              | Ospiti                                                                 | Competizione                                                           | Reti                                                                   | Note                                                                   |
| ---------------------------------------------------------------------- | ---------------------------------------------------------------------- | ---------------------------------------------------------------------- | ---------------------------------------------------------------------- | ---------------------------------------------------------------------- | ---------------------------------------------------------------------- | ---------------------------------------------------------------------- | ---------------------------------------------------------------------- |
| 5-7-1992                                                               | Melbourne                                                              | Australia                                                              | 1 – 0                                                                  | Croazia                                                                | Amichevole                                                             | -                                                                      | 65’                                                                    |
| Totale                                                                 |                                                                        | Presenze                                                               | 1                                                                      |                                                                        | Reti                                                                   | 0                                                                      |                                                                        |

| Cronologia completa delle presenze e delle reti in nazionale ― Croazia under 21 | Cronologia completa delle presenze e delle reti in nazionale ― Croazia under 21 | Cronologia completa delle presenze e delle reti in nazionale ― Croazia under 21 | Cronologia completa delle presenze e delle reti in nazionale ― Croazia under 21 | Cronologia completa delle presenze e delle reti in nazionale ― Croazia under 21 | Cronologia completa delle presenze e delle reti in nazionale ― Croazia under 21 | Cronologia completa delle presenze e delle reti in nazionale ― Croazia under 21 | Cronologia completa delle presenze e delle reti in nazionale ― Croazia under 21 |
| Data                                                                            | Città                                                                           | In casa                                                                         | Risultato                                                                       | Ospiti                                                                          | Competizione                                                                    | Reti                                                                            | Note                                                                            |
| ------------------------------------------------------------------------------- | ------------------------------------------------------------------------------- | ------------------------------------------------------------------------------- | ------------------------------------------------------------------------------- | ------------------------------------------------------------------------------- | ------------------------------------------------------------------------------- | ------------------------------------------------------------------------------- | ------------------------------------------------------------------------------- |
| 12-5-1993                                                                       | Maribor                                                                         | Slovenia under 21                                                               | 1 – 1                                                                           | Croazia under 21                                                                | Amichevole                                                                      | -                                                                               |                                                                                 |
| Totale                                                                          |                                                                                 | Presenze                                                                        | 1                                                                               |                                                                                 | Reti                                                                            | 0                                                                               |                                                                                 |

## Palmarès

### Club
- Kup Maršala Tita: 1

Hajduk Spalato: 1990-1991
- Campionato croato: 5

Hajduk Spalato: 1992
Dinamo Zagabria: 1995-1996, 1997-1998, 1998-1999, 1999-2000
- Coppa di Croazia: 6

Hajduk Spalato: 1992-1993
Dinamo Zagabria: 1993-1994, 1995-1996, 1997-1998, 2000-2001, 2001-2002